# Premiul Sindicatului Actorilor
Premiul Sindicatului Actorilor (Americani) (engleză, Screen Actors Guild Award, sau pe scurt: SAG Award) este un premiu cinematografic american, el este acordat anual de  organizația actorilor numită Screen Actors Guild. El a fost acordat pentru prima oară la data de  25 februarie 1995, premiul se acordă prin votare pe diferite categorii, premierea are loc cu câteva săptămâni înaintea acordarea premiului Oscar. Cele mai multe premii au fost acordate actorilor americani, iar cele mai multe premii au fost decernate actriței Julianna Margulies (Emergency Room, Good Wife), care a fost premiată de șapte ori.